# 15476 Narendra
15476 Narendra (1999 BW24) là một tiểu hành tinh vành đai chính được phát hiện ngày 18 tháng 1 năm 1999 bởi nhóm nghiên cứu tiểu hành tinh gần Trái Đất phòng thí nghiệm Lincoln ở Socorro.